# Il était une fois, il était deux fois
Pour plus de détails, voir Fiche technique et Distribution.
Il était une fois, il était deux fois (كان حتى كان واحد المرة حْتى كان زوجْ دالمرات) est un film marocain réalisé par Bachir Skiredj en 2007.

## Synopsis
Maarouf est un cordonnier marié à Aîcha, qui lui rendait la vie impossible en le maltraitant continuellement. Un jour, voulant assommer son mari par un marteau, Aicha a manqué son coup mais fait apparaître un génie qui expédie Maarouf dans une nouvelle vie dans la ville d'Orlando aux États-Unis d'Amérique.

## Fiche technique
- Titre : Il était une fois, il était deux fois
- Titre original : كان حتى كان واحد المرة حْتى كان زوجْ دالمرات
- Réalisation : Bachir Skiredj
- Scénario :  Bachir Skiredj
- Photographie : Albance Guildinili
- Musique : Ali Amir
- Montage : Adil Mimdal
- Production : Bachir Skiredj
- Société(s) de production : Bachir Skiredj Productions
- Pays d'origine :  Maroc
- Langue : arabe marocain
- Genre : Fiction
- Durée : 118 minutes
- Date de sortie :
  -  2007

## Distribution
- Bachir Skiredj : Maarouf
- Sanae Kamari
- Rachida Saâudi
- Emilio Jaramillo
- Even Jaramillo

## Autour du film
- Il était une fois, il était deux fois est le premier long métrage réalisé par Bachir Skiredj.

## Citations
- “le cinéma marocain tient enfin l’œuvre qui lui manquait, pour être considéré comme un art achevé : le navet ultime. Il a désormais les deux références Alpha et Omega, indispensables pour jouer dans la cour des grands : un film culte et un légume indigeste. Wechma (de Hamid Bennani, 1970) pour le meilleur, nous souffle dans l’oreillette la régie, Il était une fois, il était deux fois, pour le pire, nous martèle aux tympans le bon goût. Mustapha Derkaoui et son Casablanca by night (et by day aussi) peuvent aller se rhabiller. Le nouveau mètre-étalon, c’est ce premier long-métrage réalisé par Bachir Skiredj” dit Hassan Hamdani dans Telquel[1].
- “C’est un film réfléchi, à tendance soufie que malheureusement les concurrents de Bachir, jaloux de ses performances et de ses grandes capacités, ont dénigré, aidés par des moyens de diffusion importants. Ils n’ont su ni comprendre le film ni l’apprécier à sa juste valeur. Ils ont occulté l’avis du public marocain qui n’a pu se faire lui-même une idée du film, un film qu’ils n’ont pas pu voir, faute de manque de salle et de distributeurs attitrés” dit Zoubida Skiredj Hassar[2]
- “Il était une fois, il était deux fois est un film qui aspire vers le comique mais il est resté loin de ce genre… de tous les genres : il est une déception que le réalisateur a cherché à justifier, pendant les débats, par des arguments souvent faillibles voire banals. Il a répété à plusieurs reprises que pour rire il faudrait payer un ticket d'entrée dans la salle, omettant qu'il y a des cinéphiles qui ont fait des centaines de kilomètres pour l'amour du cinéma et qui ne sont pas prêt à se trouver astreints à voir la médiocrité et la ridiculité” dit Cherqui Ameur dans pointinfo[3]